# Girardengo e altre storie
Girardengo e altre storie è un album discografico del cantautore Luigi Grechi, pubblicato dalla casa discografica Epic Records nel 1994.

## Tracce

### CD
1. La coperta indiana (Navajo Rug) – 3:58 (Luigi Grechi, Tom Russell, Ian Tyson)
2. Le chiavi – 4:28 (Luigi Grechi)
3. Il mio cappotto – 5:14 (Luigi Grechi)
4. Tutta la verità su Manuela – 4:33 (Luigi Grechi)
5. Il bandito e il campione – 4:57 (Luigi Grechi)
6. Dublino – 4:44 (Francesco De Gregori, Luigi Grechi)
7. Azzardo – 3:34 (Luigi Grechi)
8. Barry – 5:46 (Luigi Grechi)
9. L'isola di Tony – 3:58 (Luigi Grechi)
10. Diretto per il cielo – 4:29 (Luigi Grechi)

## Musicisti
- Luigi Grechi - voce
- Lucio Bardi - chitarra acustica, chitarra elettrica
- Vincenzo Mancuso - chitarra acustica, chitarra elettrica, pianoforte, Fender Rhodes (brano: Dublino)
- Guido Guglielminetti - basso
- Rosario Gagliardo - batteria, percussioni
- Luciano Torani - batteria, percussioni, cymbals (brani: Il mio cappotto e Diretto per il cielo)
- Michele Anselmi - dobro (brano: La coperta indiana)
- Ricky Mantoan - pedal steel guitar (brano: Il mio cappotto)
- Francesco De Gregori - chitarra acustica (brano: Diretto per il cielo)
- Lola Feghaly, Lalla Francia - cori

Note aggiuntive
- Vincenzo Mancuso - produttore
- Registrazioni effettuate al: Il fico d'India di Casteldaccia (Palermo); Tres equis di Milano; Hobo Recording di Saracinesco (Roma)
- Vincenzo Mancuso - ingegnere delle registrazioni (Il fico d'India)
- Massimo Spinosa - ingegnere delle registrazioni (Tres equis)
- Luciano Torani - ingegnere delle registrazioni (Hobo Recording)
- Mixaggio effettuato da Sandro Franchin e Vincenzo Mancuso presso gli studi Condulmer di Mogliano (Venezia), eccetto il brano: Tutta la verità su Manuela
- Brano: Tutta la verità su Manuela, mixato da Luciano Torani
- Francesca Gobbi - fotografia copertina CD
- Francesca Pes - art copertina CD